# محوطه امامزاده خضر
محوطه امامزاده خضر مربوط به هزاره اول - سدهٔ ۶ تا ۹ ه.ق است و در شهرستان بیجار، بخش حومه، روستای قاضی قوشچی واقع شده و این اثر در تاریخ ۸ مرداد ۱۳۸۱ با شمارهٔ ثبت ۵۹۱۶ به‌عنوان یکی از آثار ملی ایران به ثبت رسیده است.